# Miroslav Jansta
Miroslav Jansta (* 8. března 1962 Nymburk) je český právník a sportovní funkcionář, v letech 2009 až 2025 předseda České basketbalové federace a v letech 2012 až 2025 předseda České unie sportu, po sametové revoluci československý politik, který byl roku 1989 kooptován z Komunistické strany Československa a poslanec Sněmovny lidu Federálního shromáždění. Od roku 1993 je členem SOCDEM. Byl spolumajitelem a jednatelem společnosti Advokátní kancelář Jansta, Kostka spol. s r.o.
V únoru 2025 byl vzat do vazby a obviněn policií v případu korupce ve Fakultní nemocnici Motol.

## Osobní život a vzdělání
Maturitu získal na gymnáziu v Nymburce a v roce 1981 začal studovat Právnickou fakultu Univerzity Karlovy v Praze. Vysokoškolská studia dokončil v roce 1985. V letech 1985–1997 byl vědeckým a pedagogickým pracovníkem na Právnické fakultě Univerzity Karlovy. Věnoval se i sportu. V roce 1972 se stal členem basketbalového oddílu TJ Lokomotiva Nymburk, kde aktivně hrál do roku 1982. Pak byl hráčem oddílu Právnické fakulty Univerzity Karlovy Praha a Slovanu Advokacie. Dosáhl II. basketbalové ligy.[zdroj?] Po tři sezóny byl rovněž členem volejbalového oddílu Lokomotiva Nymburk.
17. listopadu 2014 se účastnil spolu s tehdejším prezidentem Milošem Zemanem odhalení pamětní desky Sametové revoluce na pražském Albertově, za což sklidil kritiku z řad akademiků vzhledem ke své komunistické minulosti a problematické reputaci, když jeho účast označili za „výsměch a plivnutí do tváře účastníkům sametové revoluce“ .
Jansta je ženatý a má tři dcery.

## Podnikání
V letech 1995 až 1998 předsedou dozorčí rady nově založené akciové společnosti Hospodářské služby, která od Fondu národního majetku koupila majoritní podíl v Lovochemii. Společnost ještě před koncem jeho mandátu vstoupila do konurzu.
V roce 1995 dále založil s bývalým hokejovým reprezentantem a pedagogem právnické fakulty Vladimírem Kostkou advokátní kancelář Jansta, Kostka a spol. Kancelář spolupracovala s podnikatelem Antoním Charouzem, který tehdy spoluovládal IPB, která financovala jeho podnikání.
V březnu 1998 upsal 90 % akcií společnosti Tax & Investment Advisers (TIA), kterou založil s Ivanem Lhotským. TIA skrytě financovala volební kampaň Zemanovy České strany sociálně demokratické před nadcházejícími parlamentními volbami. Šlo o 33 mil. Kč, která firma měla získat od Karla-Heinze Hauptmanna, podle Policie měla však peníze pocházet od Františka Mrázka.
V lednu 1999 Lhotský o financování ČSSD promluvil v tisku, následně čelil pokusu o vraždu, střelec ho zasáhl do hrudi a do hlavy.
V roce 2006 byl prověřován policií kvůli odměně 119 milionů, kterou získala jeho právní kancelář od Československé obchodní banky za sjednání desetileté smlouvy s Českou poštou na zajištění provozu poboček její divize Poštovní spořitelna. Kancelář také pracovala v letech 2005 až 2006 pro vládu Jiřího Paroubka, Jansta měl tehdy vymyslet plán, podle něhož by biolíh v České republice mohlo dodávat do benzinu jen pět licencovaných firem.
Na konci roku 2008 převedli Miroslav Jansta a Vladimír Kostka své podnikání na nově založenou společnost s ručením omezeným (IČO 28505913). Při této příležitosti si nechali ocenit hodnotu své advokátní kanceláře znalcem. Na základě výsledků hospodaření za období 1. ledna 2005 – 30. června 2008 znalec stanovil očekávaný roční odnímatelný čistý výnos ve výši 38 milionů korun. Od diskontní sazby stanovené na 13,97 % odečetl očekávaný růst 4 % a dospěl k současné hodnotě 385 milionů korun. Nová společnost tak byla do obchodního rejstříku zapsána se základním kapitálem 385 milionů korun. Za rok 2009 vykázala společnost ztrátu 1 milion korun při tržbách 135 milionů korun, o rok později skončilo hospodaření ziskem 6 milionů korun při tržbách 136 milionů korun. Jednatelem advokátní kanceláře byl v letech 2008 až 2017, členem dozorčí rady v letech 2017 až 2020. Společníkem byl od roku 2008 do roku 2020. Společnost se poté přejmenovala Advokátní kancelář Chrenek, Kotrba spol. s r. o., později na Chrenek, Toman, Kotrba advokátní kancelář spol. s r. o.

## Sportovní funkcionář
Od 90. let působil i jako sportovní funkcionář. Od roku 1995 byl členem vedení basketbalového klubu Nymburk. V roce 1998 ho spolu se svým bratrem přeměnili[zdroj?] na akciovou společnost, v roce 2000 postoupil do nejvyšší soutěže,[zdroj?] kde byl klub sportovně úspěšný. V roce 2018 Jansta klub prodal spolumajiteli Omnipolu Jiřímu Podpěrovi a Viktoru Kolářovi, spolumajiteli Sport Investu.
V letech 2002–2005 byl Jansta členem výkonného výboru České basketbalové federace. Do této funkce se vrátil roku 2009 a stal se předsedou této federace. V letech 2009–2010 působil jako předseda organizačního týmu mistrovství světa v basketbalu žen 2010 v České republice. V únoru 2011 spoluzakládal iniciativu Český sport 2011, která se zabývala problematikou financování českého sportu. V únoru 2012 byl zvolen novým předsedou ČSTV. Byl ve sporu s bývalým šéfem Sazky Alešem Hušákem. Spory s Hušákem a Českou unií sportu, která je nástupnickou organizací ČSTV, se vlečou dodnes.

## Politická kariéra
V prosinci 1989 zasedl v rámci procesu kooptací do Federálního shromáždění po sametové revoluci do Sněmovny lidu (volební obvod č. 26 – Nymburk, Středočeský kraj) jako poslanec za KSČ. Mandát obhájil ve volbách roku 1990, nyní již za federalizovanou KSČM. Během volebního období opustil komunistickou stranu a byl pak nezařazeným poslancem. Ve Federálním shromáždění setrval do konce funkčního období, tedy do voleb roku 1992. V parlamentu stal členem Komise pro objasnění událostí 17. listopadu a Komise pro odsun sovětských vojsk. Do roku 1992 byl členem ústavněprávního výboru a místopředsedou výboru imunitního. V rámci těchto funkcí se podílel na přípravě četných zákonů i ústavních zákonů.  Hlasoval[kdy?] jako jediný komunista pro to, aby se majetek KSČ vrátil zpět lidu.
Byl členem Národní rady pro sport v rámci Národní sportovní agentury v oboru Sportovní servisní organizace.

## Trestní stíhání
Byl obžalován v rámci dotační kauzy českého fotbalu mj. spolu s Miroslav Peltou. Podle obžaloby měl Jansta prostřednictvím tehdejší náměstkyně ministra školství Simony Kratochvílové ovlivňovat výši peněz, které měla Česká unie sportu, které předsedá, od ministerstva dostávat. V září 2024 byl obvinění pravomocně zproštěn, nejvyšší státní zástupce však proti tomuto rozhodnutí podal dovolání.
Dne 24. února 2025 byl zadržen a obviněn policií v případu korupce ve Fakultní nemocnici v Motole. Podle obvinění se měl Jansta podílet na i legalizaci výnosů z trestné činnosti, konkrétně úplatků, které měli inkasovat Miloslav Ludvík a Pavel Budinský. Legalizace měla probíhat mimo jiné přes společnost SBI Holding v Beninu.
Dne 18. března 2025 rezignoval na funkci předsedy České unie sportu a České basketbalové federace, a to z vyšetřovací vazby, kde se nachází kvůli stíhání v korupční kauze Fakultní nemocnice Motol. V případě České unie sportu oficiálně odstoupil z funkce ke dni řádné Valné hromady 25. června 2025, kde se volil nový předseda ČUS. Z vazby byl propuštěn v srpnu 2025.

## Ocenění
- Medaile Za zásluhy 1. stupeň (2022)